# قشلاق تومار آقاخان
قشلاق تومار آقاخان روستایی است که در استان اردبیل، شهرستان پارس‌آباد، بخش مرکزی، دهستان قشلاق شمالی قرار دارد.

## جمعیت
بر اساس سرشماری سال ۱۳۸۵ جمعیت این روستا ۲۸۶ نفر با ۵۸ خانوار بوده‌است.